# 빅 폴
빅 폴(The Big Fall)은 미국에서 제작된 C. 토마스 하우엘 감독의 1996년 드라마 영화이다. C. 토마스 하우엘 등이 주연으로 출연하였고 게비 K. 말로프 등이 제작에 참여하였다. 1997년 10월 14일 미국에서 홈 비디오로 개봉되었으며 그 전에 1997년 4월 HBO를 통해 방연된 바 있다.

## 출연

### 주연
- C. 토마스 하우엘

### 조연
- 제프 코버
- 저스틴 라자드
- 소피 워드
- 타이터스 웰리버

## 제작진
- Line PD: 리처드 페핀
- 미술: 찰리 카브레라
- 의상: Mandana Yamin